# Raymond Charpentier
Raymond Charpentier est un chef d'orchestre, compositeur et critique musical français. Né à Chartres le 14 août 1880, mort à Paris le 27 décembre 1960, il est également rédacteur en chef de Comoedia et fondateur de Chantecler. Il dirige de 1921 à 1944 l'orchestre de la Comédie-Française.

## Biographie
Charpentier suit l'enseignement d'André Gedalge. 
Amené à composer, il est également critique au sein de Comoedia, journal qu'il dirige jusqu'à la fin de sa vie, comme la Semaine musicale. 
Il épouse Caroline Alice Morhange (1883-1984), 1er prix d'harmonie (1907) du Conservatoire national de Paris. 
Sa nécrologie dans Le Monde, le 29 décembre 1960, insiste sur la fondation de la section de discographie à la Radiodiffusion française.  

### Chef d'orchestre
Raymond Charpentier dirige l'Orchestre de la Comédie-Française en 1922 avec Le Mariage forcé de Molière. Puis en 1939, il est amené à présenter La Folle Journée ou le Mariage de Figaro de Beaumarchais mis en scène par Charles Dullin. 2 ans plus tard, c'est au tour du grand drame d'Hugo Lucrèce Borgia, mis en scène par Emile Fabre. Toujours en temps de guerre, Charpentier est à la baguette en 1942 du Barbier de Séville, mis en scène de Pierre Dux. 

### Parenté
Sa belle-sœur est Hélène Jourdan-Morhange, violoniste et critique musical.

## Œuvre
Création d'une pièce de circonstance par le Quatuor Marie-Louise Casadesus le 18 juin 1925 dans la salle des fêtes de Comoedia. L'œuvre (pour quatuor de harpes et timbale) en si Majeur est composée à l'occasion de la remise des insignes de chevalier de la Légion d'honneur de Serge Koussevitzky.
- Chant, quatuor à cordes et piano

- Deux poèmes de Baudelaire : Causerie (en si Majeur), Semper eadem (en ut # mineur) composés en 1910, publiés à Paris chez Maurice Senart en 1925 
- Mélodies

- 3 poèmes du XVIe siècle (Pierre de Ronsard, Olivier de Magny et Étienne Pasquier) composés en 1919 et publiés à Paris chez Rouart, Lerolle & Cie. 
- Quintette pour instrument à vent (flûte, hautbois, clarinette, basson et cor)
- Sonate pour alto et piano exécutée par Marie-Thérèse Chailley et Nicole Rolet à la Société Nationale de Musique[4]